# Anā Hiya Anti
Anā Hiya Anti (« Je suis toi ») est un roman d'Elham Mansour (ar) paru à Beyrouth en 2000, qui raconte plusieurs histoires d'amour lesbiennes.

## Éditions
- (ar) Ilhām Manṣūr, Anā hiya anti: riwāya, Riyāḍ ar-Raiyis, 2000 (ISBN 978-9953-21-008-7, lire en ligne )
- (en) Ilhām Manṣūr (préf. Samar Habib), I Am You, Cambria Press, 2008 (ISBN 978-1-60497-502-4, lire en ligne )